# Список умерших в 903 году
В этой статье представлен список известных людей, умерших в 903 году.
См. также: Категория:Умершие в 903 году

## Январь
- 13 января — Франкон — епископ Льежа (856—903)

## Февраль
- Хан Куанхуи[англ.] — китайский евнух, активный участник борьбы за власть в последние годы правления династии Тан; убит

## Март
- 6 марта
  - Лу Гуангкви[англ.] — канцлер Китая (901—902); принуждён к самоубийству
  - Су Джиан[англ.] — канцлер Китая (902—903); принуждён к самоубийству
- 26 марта — Сугавара-но Митидзанэ — японский государственный деятель, учёный и поэт периода Хэйан. Известен также под именем Кан Сёдзё. Считается синтоистским божеством, покровителем наук.

## Июнь
- 10 июня — Ченг Руи[англ.] — военный губернатор династии Тан, имевший репутацию способного администратора; покончил жизнь самоубийством после поражения в бою

## Июль
- 27 июля — Абдаллах II ибн Ибрахим — эмир Ифрикии из династии Аглабидов (902—903); убит сыном Абу Мудар Зиядет-Аллахом III
- Бенедикт IV — папа римский (900—903)

## Август
- 17 августа — Элия Эннский[англ.] — святой римско-католической и православной церквей

## Сентябрь
- Лев V — папа римский (903); свергнут и убит в тюрьме

## Октябрь
- 16 октября — Теодрада де Труа — королева-консорт Западно-Франкского королевства (888—898), жена Эда Парижского

## Декабрь
- 24 декабря — Гедвига фон Бабенберг[англ.] — дочь маркиза Нейстрии Генриха, герцогиня-консорт Саксонии (880—903) как жена Оттона I
- 30 декабря — Тянь Цзюнь[англ.] — один из военных губернаторов Китая, повстанческий лидер; погиб в бою

## Точная дата смерти неизвестна
- Абдуллах ибн Ахмад ибн Ханбаль — мусульманский правовед и богослов, хафиз, критик, сын Ахмада ибн Ханбаля.
- Адальхард[нем.] — представитель династии Бабенбергов; казнён
- Ибн Руста — учёный-энциклопедист.
- Мария Новая — святая Православной церкви.
- Мозес Бар-Кепха[англ.] — писатель и один из наиболее почитаемых епископов Сиро-яковитской православной церкви
- Ода Франконская — королева-консорт Восточно-Франкского королевства (888—899), королева-консорт Лотарингии (888—895), императрица-консорт Запада (896—899) как жена Арнульфа Каринтийского
- Чжу Яньшоу[англ.] — один из военных губернаторов Китая, повстанческий лидер; казнён